# Triaenodes canus
Triaenodes canus là một loài Trichoptera trong họ Leptoceridae. Chúng phân bố ở miền Cổ bắc.